# 玉楮象谷

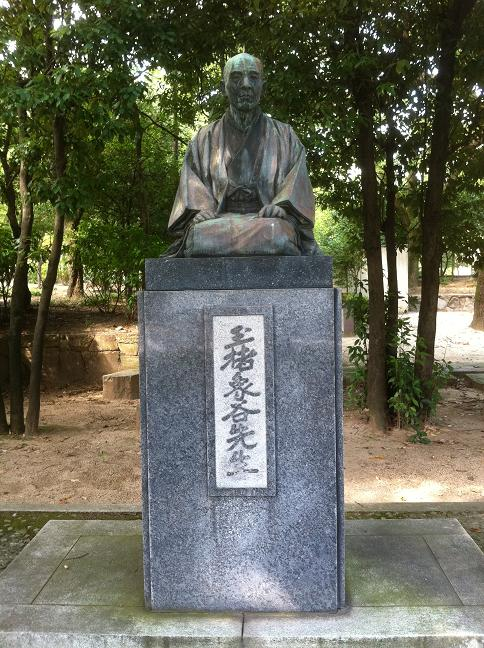
玉楮象谷像（高松市立中央公園）

玉楮 象谷 （たまかじ ぞうこく、1806年11月13日（文化3年10月4日） - 1869年3月13日（明治2年2月1日））は、江戸時代後期の日本の漆工職人。讃岐国高松出身で、讃岐国とその他諸藩の漆工技術、特に彫漆の発展に貢献した。香川漆器の基礎を築いたとされる。 名は為造、通称は敬造、正直。

## 来歴
祖父は藤川理左衛門といい、鞘塗師であった。父藤川敬三も家業を継いで象谷は父の指導の下で修練を重ねつつ、彫刻を学ぶ。京都の貫名海屋、永樂保全、篠崎小竹や、阿部絹洲、宮本敬哉と親交した。保全、敬哉とは特に親しくなった。 	 漆や彫刀に工夫を凝らして制作に尽力し、新たに鮮やかな光沢の象谷塗（讃岐蒟醤）を生み出した。 一説には堆朱の技法を代々継承する堆朱楊成の門弟ともされる。
藩主の命により、花や蝶、蜉蝣（カゲロウ）や翡翠（カワセミ）などが意匠された精緻な印籠を献上し、官工となる。名字帯刀を許され玉楮を名乗った。
文政13年（1830年）10月より松平頼恕に、次代松平頼胤、そして松平頼聰と代々仕えて、300余りの作品を創作した。
嘉永年間にアメリカの黒船が寒川の志度浦を訪れたときに象谷作の大盆が艦長へ送られ、艦長は大いに感謝したといわれる。また、その意匠の巧みと優雅さに、象谷の漆研（硯）を見た清国人が驚嘆したという逸話も残る。
明治2年（1869年）に亡くなった。
高松市立中央公園に象谷の銅像が建立されている。

## 作品
- 黒岩枕 - 内部に三段の引き出しを備えた箱。外面の文字を象谷が書いた[7]。

## 家系
父
- 藤川洪隆 - 通称、理左衛門または敬造。字は周南、号を蘭斎という。

兄弟
- 藤川舜造 - 号は文綺堂または黒斎。讃岐彫の名工。1885年（明治18年）没。

従兄弟
- 藤川新造 - 舜造の子。文綺堂を名乗る
- 藤川米造 - 舜造の子。文賞堂を名乗る

子
- 玉楮槐庵 - 本名は理吉または敬造という。漆工を得意とした。1882年（明治15年）4月没。
- 玉楮拳石 - 彫刻を得意とした。1882年（明治15年）9月、49歳で没。
- 玉楮雪堂 - 父に劣らない彫刻技術を持つ。1901年（明治34年）没。
- 玉楮籐榭 - 彫刻を得意とし、書にも秀でた。藤沢南岳の門人となる[8]。